# Gefallenenmahnmal Notre-Dame-de-Lorette

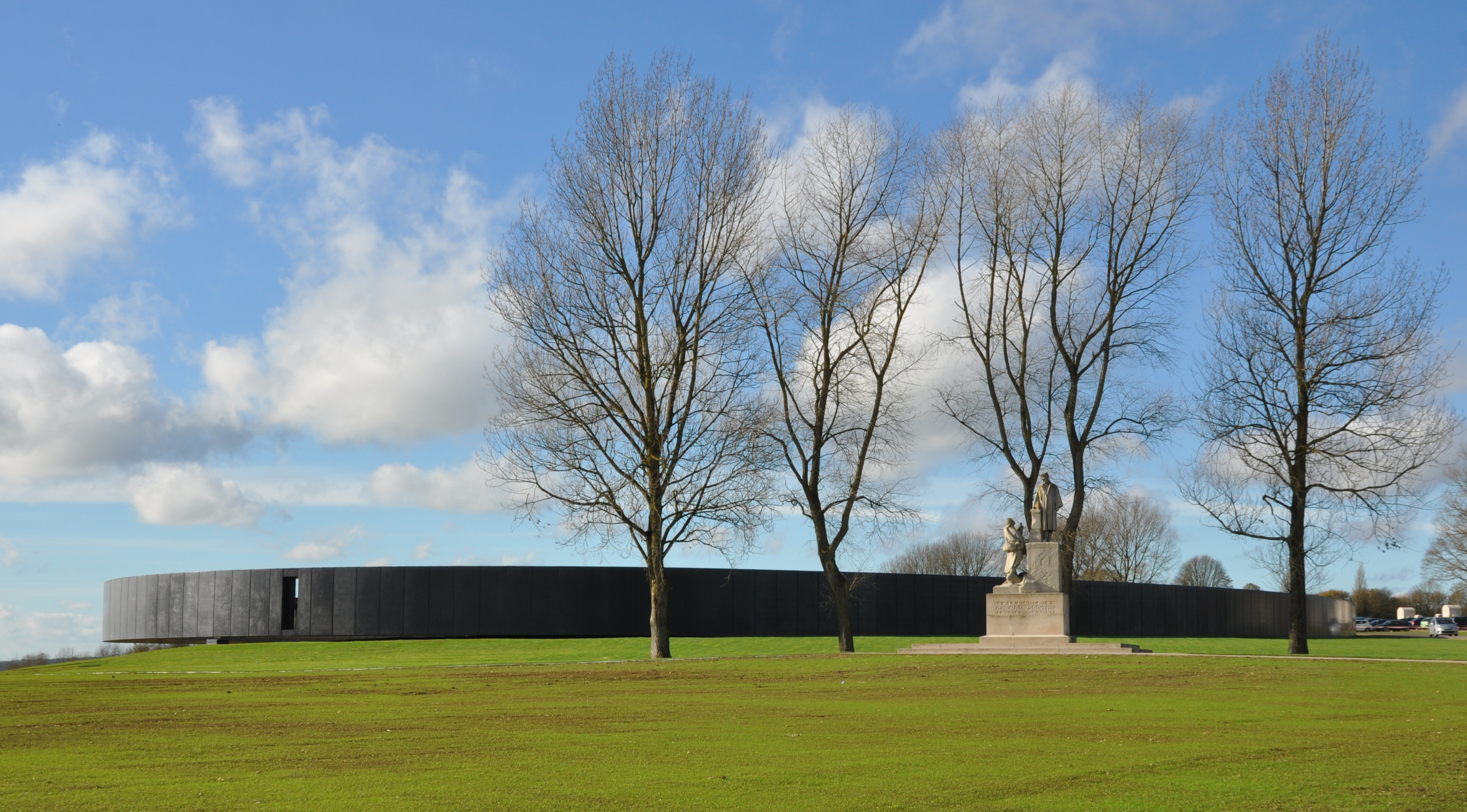
Ring der Erinnerung

Das Gefallenenmahnmal Notre-Dame-de-Lorette (französisch Mémorial de Notre-Dame-de-Lorette, englisch Notre Dame de Lorette International Memorial) ist ein 2014 fertiggestelltes Monument zur Erinnerung an die aus der Region im Ersten Weltkrieg gefallenen Menschen.
Der Ring der Erinnerung (Anneau de Mémoire) befindet sich am Rande des Soldatenfriedhofs Notre-Dame-de-Lorette bei Ablain-Saint-Nazaire.

## Beschreibung
Das Mahnmal wurde im Auftrag der Regionsverwaltung Nord-Pas-de-Calais von dem Pariser Architekten Philippe Prost entworfen und am 11. November 2014, dem 96. Jahrestag des Waffenstillstandes 1918, von Staatspräsident François Hollande eröffnet. Prost legte einen ellipsenförmigen Ring aus Beton mit 328 Metern Umfang in den Hügelhang unter dem Soldatenfriedhof; auf 58 Metern schwebt der Ring frei über dem Abhang. Im Inneren listen 500 Metallstelen die Namen von fast 580.000 in Nordfrankreich Gefallenen alphabetisch geordnet auf, ohne konkreten Hinweis auf ihre Nationalität.
Mit seiner Gestaltung erinnert das Mahnmal an das 1981 von Maya Lin entworfene Vietnam Veterans Memorial in Washington, D.C. Die Baukosten betrugen über 6,5 Millionen Euro.
Die Stelen nennen 241.214 Soldaten des Commonwealth (darunter viele aus Kanada, Südafrika, Britisch-Indien, Australien und Neuseeland), 173.876 deutsche Soldaten sowie 106.012 Soldaten aus Frankreich und dessen Kolonialreich.
In Großbritannien gab es hartnäckige Vorbehalte gegen diese Form des Gedenkens. Königin Elisabeth II. vermittelte; schließlich beteiligte sich die Commonwealth War Graves Commission an dem Projekt.

### Schändung muslimischer Gräber
576 Muslime, die für Frankreich gefallen sind, sind auf dem Friedhof begraben. Ihre Gräber sind nach Mekka ausgerichtet. Zwischen 2014 und 2016 wurden muslimische Gräber dreimal geschändet. 2016 sprühten Unbekannte auf 500 muslimische Grabsteine Graffiti, darunter Hakenkreuze.